# Ben Akers
Ben Akers (1963) è un ex sciatore alpino statunitense.

## Biografia
Sciatore polivalente originario di Sanbornville, Akers fece parte della nazionale statunitense dal 1982 al 1986; nella stagione 1981-1982 in Nor-Am Cup vinse la classifica di slalom gigante e gareggiò anche in Coppa del Mondo e in Coppa Europa, senza ottenere piazzamenti di rilievo. Dopo il ritiro prese parte al circuito professionistico nordamericano (Pro Tour); non prese parte a rassegne olimpiche né ottenne piazzamenti ai Campionati mondiali.

## Palmarès

### Nor-Am Cup
- Vincitore della classifica di slalom gigante nel 1982[senza fonte]